# Snyderichthys
Snyderichthys is een geslacht van straalvinnige vissen uit de familie van karpers (Cyprinidae).

## Soort
- Snyderichthys copei (Jordan & Gilbert, 1881)